# Louis Golding
Louis Golding, född den 19 november 1895 i Manchester, England, död den 9 augusti 1958, var en brittisk författare, särskilt känd för sina underhållande romaner med skicklig intrig.

## Biografi
Goldings föräldrar var rysk-judiska immigranter från Tjerkassy i den Lillryska delen av  Kejsardömet Ryssland. Han gick läroverket i Manchester och studerade därefter vid Queen's College, Oxford. Han använde sin bakgrund i Manchester (som ’Doomington’) och judiska teman i sina romaner, varav den första publicerades redan under hans gymnasietid (hans studietid blev avbruten av militär tjänstgöring under första världskriget).
Hans roman Magnolia Street var en storsäljare 1932 (svensk översättning: Magnoliagatan 1933) och var baserad på området Hightown i 1920-talets Manchester. Den beskriver en gata med en ”icke-judisk” och en ”judisk” sida. Den spelades in som film 1939 med titeln Magnolia Street Story.
Romanen Honey for the Ghost utsågs 1949 av The Magazine of Fantasy & Science Fiction till bästa övernaturliga roman med epitetet “den börjar oerhört avslappnat men spänningen byggs upp och kulminerar i en ojämförligt krypande skräck”.
Bland de filmmanus som Golding medverkade till märks det till Paul Robesons film The Proud Valley (1940), ett arbete som kan ha lett till hans senare problem de amerikanska myndigheterna angående visum till USA. Han var också involverad i filmmanuset till en film 1944 baserad på hans roman Mr Emmanuel.